# Sphenomorphus solomonis
Sphenomorphus solomonis este o specie de șopârle din genul Sphenomorphus, familia Scincidae, descrisă de Boulenger 1887.

## Subspecii
Această specie cuprinde următoarele subspecii:
- S. s. solomonis
- S. s. schodei